# Д’Ориола, Пьер-Жонкер
Пьер-Жонкер Д’Ориола (фр. Pierre Jonquères d’Oriola; 1 февраля 1920, Корнеийа-дель-Верколь, Франция — 19 июля 2011, там же) — французский спортсмен-конник, двукратный чемпион летних Олимпийских игр 1952 и летних Олимпийских игр 1964 в конкуре. Единственный в истории конник, дважды выигравший личный конкур на Олимпийских играх.

## Спортивная карьера
Начал свою спортивную карьеру ещё до Второй мировой войны, его двоюродный брат — знаменитый французский фехтовальщик Кристиан д’Ориола.
Участник пяти Олимпиад. Своё первое «золото» выиграл на соревнованиях в Хельсинки (1952), выступая на коне по кличке Али Баба, с которым до этого выступал лишь трижды. Кроме того, стал первым «гражданским» конкуристом — победителем олимпиад, до него подобного успеха добивались только военные кавалеристы. Вторую победу одержал на соревнованиях по конкуру в Токио (1964), став единственным спортсменом, сумевшим сделать олимпийский дубль в этом виде программы. В составе сборной Франции дважды становился серебряным призёром летних Игр — в Токио (1964) и в Мехико (1968).
В 1966 году в Буэнос-Айресе стал чемпионом мира по конкуру.

## Достижения

### Олимпийские игры
- 1952 в Хельсинки: «золото» в личном зачете на Али Бабе
- 1964 в Токио: «золото» в личном зачете и «серебро» — в командном на Борце (Lutteur)
- 1968 в Мехико: «серебро» в командном зачете на Нагире

### Чемпионаты мира
- 1953 в Париже: «бронза» в личном зачете на Али Бабе
- 1954 в Мадриде: «серебро» в личном зачете на Арлекине
- 1966 в Буэнос-Айресе: «золото» в личном зачете на Помоне Б (Pomone B)

### Чемпионаты Европы
- 1959 в Париже: «серебро» в личном зачете на Виртуозо

## Награды
- Офицер ордена Почётного легиона[6][7]
- Офицер ордена «За заслуги»[6][7]
- Офицер ордена Сельскохозяйственных заслуг[6][7]
- Офицер ордена Алауитского трона[6]